# ジョニー・ジョエリ
ジョニー・ジョエリ（Johnny Gioeli、1967年10月5日 - ）はアメリカ合衆国ニューヨーク州ブルックリン出身のヴォーカリスト。現在はドイツ人ギタリストアクセル・ルディ・ペルのバンド、日本人ギタリスト瀬上純とのユニットである『クラッシュフォーティー』(Crush 40)、自身のバンドであるHardlineのヴォーカリストとして活躍している。

## 略歴
1980年代のハードロック・ヘヴィメタルブームに乗り、兄のジョーイ・ジョエリや凄腕ギタリストと呼ばれたニール・ショーンらと共にヘヴィメタルバンド『ハードライン』を結成。しかしすぐにバンドブームは終焉を迎え、ハードラインは短命に終わってしまう。
ハードライン解散後はしばらくドイツでソロギタリストのアクセル・ルディ・ペルの作品にヴォーカルとして参加し、ライヴなどにも参加していた。あるとき瀬上純(Crush 40のギタリスト)より、瀬上が制作した楽曲『Open Your Heart』のヴォーカリストになってほしいと連絡をもらう。それを承諾したジョニーは、瀬上と共に『SONS OF ANGELS』というプロジェクトのバンドを結成し、Open Your Heartに参加。結果Open Your Heartの評価は非常に高く、意気投合した二人はバンド名を『SONS OF ANGELS』から『Crush 40』に改名して本格的に活動していくこととなる。

## 特徴
パワフルなハスキーボイスが特徴。高音と低音を交互に使い分けた器用な歌唱も出来、広い声域も持っている。ライブでの安定感も抜群である。

## 出演
- 東京ゲームショウ2008　フィナーレライブ